# Akce Z

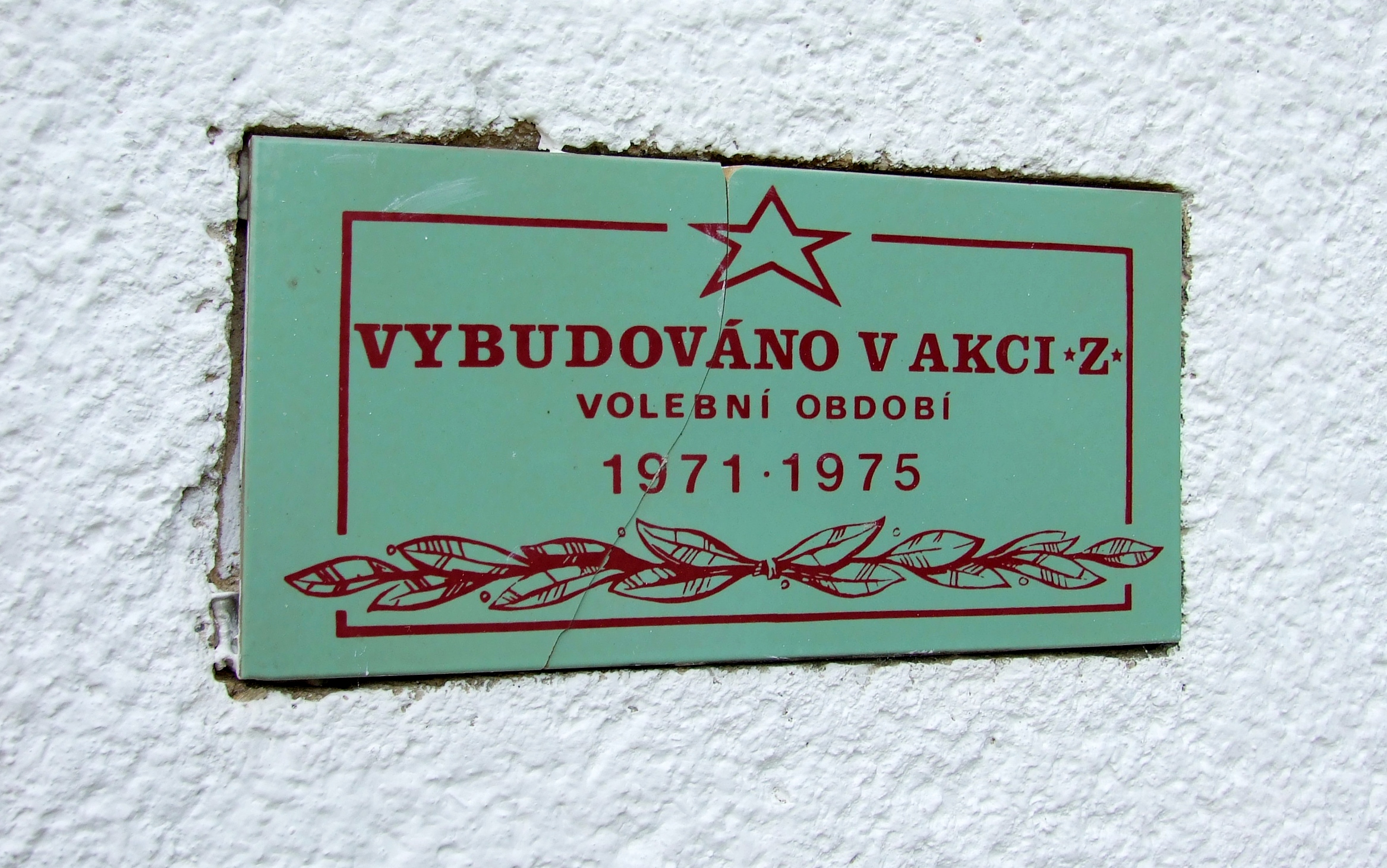
Jednou ze staveb „Akce Z“ byla i prodejna potravin v Nenačovicích, dodnes se zde dochoval štítek

Akce Z nebo též akce „Z“ byla v dobách komunistického režimu v Československu neplacená pracovní činnost obyvatel, obvykle v místě bydliště. Jednalo se o výpomoc v oblastech, kde státní či obecní správa tyto úkoly nezvládla (ať už z finančních důvodů, nebo v důsledku špatného plánování).
Oficiálně se jednalo o dobrovolnou, bezplatnou práci odváděnou zpravidla mimo pracovní dobu většinou o sobotách. Podle vládního nařízení, kterým se prováděl zákon o vodním hospodářství znamenalo „Z“ zvelebování (lidé ji také škodolibě označovali jako zdarma). Někdy se psalo o zlepšení vzhledu měst a obcí. K typickým činnostem v rámci akcí Z v padesátých a šedesátých letech 20. století patřil např. úklid sídlišť. Později však akce Z začaly mimo původně zamýšlené občanské svépomoci zahrnovat i obsáhlejší akce. Jednalo se například o výstavbu a modernizaci bytů, stavbu kanalizace. Bylo tak postaveno mnoho prodejen smíšeného zboží v menších obcích i některé kulturní domy ve městech. Stavby z těchto akcí však nedosahovaly příliš vysokých kvalit. V Praze byla v akci Z budována i tramvajová trať na Petřiny, v Brně například hala Rondo.
Časem se činnost v rámci akcí Z rozrostla a byla pevně naplánována. Existovaly i patřičné řídící orgány, směrnice, metodické pokyny SPK, rozpisy plánu, investice do akcí a podobně. Jednalo se vlastně o pevně definovanou část centrálních plánů. Zdánlivě se jednalo o dobrovolnou akci, ve skutečnosti však byl na každého občana vykonáván jistý nátlak, neboť účast na akcích byla sledována a dokumentována a s občany, kteří se odmítli zúčastnit, byly vedeny pohovory. Účast či neúčast byla také zaznamenávána v kádrovém posudku a negativní kádrový posudek často vedl k obtížím při dalším vzdělávání nebo hledání zaměstnavatele.

## Ohlas v kultuře
Píseň Akce Z (2009) českého zpěváka Záviše popisuje stavbu školy v předmětné akci (stavba je v písni zcela rozkradena zúčastněnými brigádníky a autor, který se nezúčastnil, dostává výstrahu).